# Chrysobothris prasina
Chrysobothris prasina är en skalbaggsart som beskrevs av Horn 1886. Chrysobothris prasina ingår i släktet Chrysobothris och familjen praktbaggar. Inga underarter finns listade i Catalogue of Life.